# Râul Neamț
Râul Neamț sau Râul Ozana („cea frumos curgătoare și limpede ca cristalul”, cum este denumit și caracterizat în Amintiri din copilărie) este un curs de apă, afluent al râului Moldova.

## Geografie
Râul Neamț se formează la confluența a două brațe denumite Râul Neamțului cel Mare și Râul Neamțului cel Mic. 
Râul străbate depresiunea intramontană Pipirig, după care pătrunde în depresiune subcarpatică Ozana-Topolița (Depresiunea Neamțului), pe care o străbate de la vest la est, traversează orașul Târgu Neamț și se varsă în Moldova, în aval de localitatea Timișești, având o lungime de 59 km. În zona carpatică primește afluenți mai importanți pe dreapta (Pluton-Dolhești, Domesnic, Secu), iar în depresiunea subcarpatică primește cel mai important afluent al său, râul Nemțișor.
Suprafața bazinului hidrografic al râului Neamț este de 210 km².

## Râul Neamț în literatură
Râul Neamț (Ozana) curge prin fostul sat Humulești (astăzi cartier al orașului Târgu Neamț), locul natal al povestitorului Ion Creangă. Marele povestitor român îl descrie astfel în romanul autobiografic Amintiri din copilărie: "Dragu-mi era satul nostru cu Ozana cea frumos curgătoare și limpede ca cristalul, în care se oglindește cu mâhnire Cetatea Neamțului de atâtea veacuri!". 
În "Amintiri din copilărie", Ion Creangă povestește câteva evenimente petrecute pe malurile râului Ozana. Într-o iarnă, pe când mergea împreună cu bunicul David Creangă spre Pipirig (de unde urma să plece la școala lui Alecu Baloș de la Broșteni), Nică a căzut în apele înghețate ale râului Ozana. ("Și, luându-mi rămas bun de la părinți, am purces cu bunicul spre Pipirig. Și era un pui de ger în dimineața aceea, de crăpau lemnele! Și din sus de Vânători, cum treceam puntea peste apa Neamțului, bunicul în urmă, cu caii de căpăstru, și eu înainte, mi-au lunecat ciubotele și am căzut în Ozană cât mi ți-i băiatul! Noroc de bunicul! Și scroambele iestea a voastre îs pocite, zise el scoțându-mă repede, murat până la piele și înghețat hăt bine, căci năboise apa în toate părțile; și iute mi-a scos ciubotele din picioare, că se făcuse bocnă. (...) Și când m-a văzut bunica în ce hal mă aflam, ghemuit în desagă, ca un pui de bogdaproste, cât pe ce să se prăpădească plângând.") 

## Hărți
- Harta Parcului Vânători-Neamț